# Banco do Geyser
O Banco do Geyser ou do Geysir (em francês:  Banc du Geyser ou Banc du Geysir) é um recife maioritariamente submerso na parte norte do Canal de Moçambique, 125 km a nordeste de Maiote, 112 km a sudoeste das Ilhas Gloriosas e a 200 km da costa noroeste de Madagáscar.
O banco consiste num perigoso recife de 8 km de comprimento e 5 km de largura, em forma oval, que fica exposto apenas durante a maré baixa, com a exceção de algumas formações rochosas na parte meridional do recife. As rochas têm, na sua maioria, entre 1,5 e 3 metros de altura; a maior é a Rocha Meridional, com uma altura de 8 metros, o que perfaz mais ou menos a altura de um barco. Na parte oriental do recife encontram-se alguns bancos de areia, com 1 a 3 metros de altura, cobertos por erva e alguns arbustos. A entrada para a lagoa central é possível se feita na direção sul-sudeste. Existe uma abundância de aves marinhas, e os bancos de areia encontram-se cobertos de guano.
O recife de Geysir foi descoberto por marinheiros árabes por volta do ano 700, e surge em algumas cartas de navegação de c. 800. Por volta de 1650 o recife era conhecido, em mapas espanhóis, como Arecife de Santo Antonio. O atual nome foi-lhe dado a 23 de dezembro de 1678, quando o navio britânico Geysir encalhou nas suas rochas.
O Banco do Geyser é reivindicado pela França, por Madagáscar e pelas Comores. Na perspetiva francesa, faz parte das Ilhas Esparsas, distrito das Terras Austrais e Antárticas Francesas; Madagáscar anunciou a sua anexação em 1976, presumivelmente devido à possibilidade de existência de petróleo nas suas vizinhanças. As Comores reivindicam o Banco do Geyser como parte da sua zona económica exclusiva.
A cerca de 20 km a sudoeste de Geyser encontra-se o Banco Zélée, uma fissura submarina profunda.